# The Back Seat of My Car
Singles de Paul McCartney
Uncle Albert/Admiral Halsey
(1971) Give Ireland Back to the Irish
(1972)
Pistes de Ram
Ram On (reprise)
The Back Seat of My Car est une chanson de Paul McCartney parue sur l'album Ram en mai 1971. Elle a ensuite été publiée en single au Royaume-Uni avec Heart of the Country en face B : le disque a atteint la 39e place des charts.
Considérée comme une des meilleures chansons de Ram, elle avait été écrite par McCartney à l'époque de l'album blanc et travaillée pendant les sessions du projet Get Back.

## Musiciens
- Paul McCartney : chant, basse, piano, claviers
- Linda McCartney ; chœurs
- Hugh McCracken : guitare électrique
- David Spinozza : guitare électrique
- Denny Seiwell : batterie
- Orchestre philharmonique de New York : orchestrations